# Francisco Gamborena
Francisco Pachi o Patxi Gamborena Hernandorena, conocido como  Gamborena (Irún (Guipúzcoa), 14 de marzo de 1901 - San Sebastián, 30 de julio de 1982) fue un futbolista internacional español. Jugó como centrocampista en el Real Unión durante casi 20 años, entre 1915 y 1934. 

## Trayectoria

### Como jugador
Toda su carrera como futbolista la realizó con el equipo de su ciudad natal, el Real Unión de Irún, en cuyas categorías inferiores ingresó en 1915 y donde se mantuvo hasta su retirada en 1934. Junto a jugadores como Patricio Arabolaza, Luis Regueiro y René Petit formó parte de la era dorada del club irundarra.
Ya en 1921, cuando apenás contaba con 20 años de edad, aparece asentado en las alineaciones del Real Unión y es llamado a debutar con la selección española de fútbol. Durante una década es fijo en las alineaciones del Real Unión y de la selección española.
Con los fronterizos obtiene dos sonados títulos de Copa del Rey en 1924 y 1927 y un subcampeonato en 1922, jugando en las tres finales. El título de Copa de 1918 del Real Unión quedó fuera de su palmarés, ya que por aquel entonces aún era demasiado joven para el primer equipo. En 1929 debuta junto con su equipo en la recién creada competición de Liga. Gamborena jugará 4 temporadas con el Real Unión en Primera división hasta que su club desciende de categoría en 1932. Tras otras 2 temporadas con el Real Unión en Segunda división, se retirará en 1934 como futbolista.

### Como entrenador
Después de su retirada y una vez pasada la guerra civil española (1936-39); Gamborena trabajó durante unos años como entrenador.
En 1939 una vez restablecida la normalidad tras la guerra civil española, entrenó al Hércules CF, ganando el Campeonato Regional y a mediados de la 39-40 fue sustituido en el club alicantino por Quirante. Juntó con Txomin Rey dirigió el Deportivo Alavés durante las temporadas 1939-40 y 1940-41. La temporada 1941-42 la comenzó con el Real Zaragoza y la acabó con la Real Sociedad. Entrenó al Real Oviedo la temporada 1947-48 y al Real Jaén, la 1949-50.
Con posterioridad, una vez se desvinculó del mundo del fútbol, trabajó en la aduana de Irún. En 1964 se le tributó un homenaje y recibió la medalla de oro de la Federación Española de Fútbol.

## Selección nacional
Fue internacional con la Selección nacional de fútbol de España en 20 ocasiones, una cifra muy alta para la época. Debutó en  San Mamés el 7 de octubre de 1921 ante Bélgica y su último partido lo jugó en Madrid ante Bulgaria el 21 de mayo de 1933. Este último partido es aún hoy en día la mayor goleada de la historia de la selección española (13-0).
En esos 12 años que transcurrieron entre su debut y su último partido, la selección española jugó 40 partidos, por lo que Patxi estuvo prácticamente presente en casi el 50% de los compromisos internacionales de la selección durante su carrera como futbolista. Durante esos años destaca su participación en los Juegos Olímpicos de París 1924 y los Juegos Olímpicos de Ámsterdam 1928.

### Participaciones en Juegos Olímpicos
| Mundial                            | Selección | Resultado        |
| ---------------------------------- | --------- | ---------------- |
| Juegos Olímpicos de París 1924     | España    | Ronda Preliminar |
| Juegos Olímpicos de Ámsterdam 1928 | España    | Cuartos de final |

## Clubes
| Club       | País   | Año       |
| ---------- | ------ | --------- |
| Real Unión | España | 1915-1934 |

## Palmarés

### Campeonatos nacionales
| Título       | Club               | País   | Año  |
| ------------ | ------------------ | ------ | ---- |
| Copa del Rey | Real Unión de Irún | España | 1924 |
| Copa del Rey | Real Unión de Irún | España | 1927 |